# Mehmet Akif Ersoy
Mehmet Akif Ersoy (Costantinopoli, 20 dicembre 1873 – Istanbul, 27 dicembre 1936) è stato un poeta turco.
Fu autore del testo dell'İstiklâl Marşı, l'inno nazionale turco adottato per la prima volta nel 1921. In patria viene considerato unanimemente come il più importante poeta turco.